# Graf und Nonne
Graf und Nonne ist eine Volksballade, die die tragischen Folgen des Standesunterschiedes (Ständeordnung) thematisiert.

## Textanfang einer Variante
Ich steh auf einem hohen Berg,

Seh nunter in’s tiefe Tahl;

Da sah ich ein Schifflein schweben,

Darinn drey Grafen sass’n.

Der alleriüngst der drunter war

Die in dem Schifflein sassn,

Der gebot seiner Liebe zu trincken

Aus einem Venedischen Glas.

[...]

Und da sie vor ienes Kloster kamen,

Wohl vor das hohe Tohr,

Fragt er nach iüngster Nonnen

Die in dem Kloster war.

Das Nünngen kam gegangen,

In einem schneeweissen Kleid,

Ihr Härl war abgeschnitten,

Ihr rother Mund war bleich.

Der Knab er setzt sich nieder,

Er sass auf einem Stein,

Er weint die hellen Tränen

Brach ihm sein Herz entzwey.

[...]
1771 im Elsass aufgeschrieben von Johann Wolfgang von Goethe; nach der Weimarer Handschrift, hrsg. von Hermann Strobach, Weimar 1982 [fortlaufende Schreibung ohne Stropheneinteilung].

## Handlung der Volksballade
In runden Klammern stehen Handlungselemente verschiedener Varianten (vergleiche Variabilität (Volksdichtung)), erklärende Zusätze in eckigen Klammern. – Ein Graf wirbt um eine Frau, prostet ihr mit Wein zu [lockt sie] (schenkt ihr zur Erinnerung einen Ring [das könnte ein Eheversprechen sein]). Sie lehnt ab (weil sie zu arm ist; sie [!] wird abgewiesen, weil sie zu arm ist) und will ins Kloster gehen. [Markanter Szenenwechsel:] Um „Mitternacht“ plagen den Grafen „schwere Träume“; die „Pferde werden gesattelt“ [typische Folge epischer Formeln {epische Formel} der Volksballade]. [Wieder markanter Szenenwechsel mit epischen Formeln:] Vor dem Kloster (er klopft an) wird er abgewiesen; sie soll Nonne bleiben (bzw. Nonne werden; er droht das Kloster anzuzünden), sie ist bereits eingekleidet, die Haare sind abgeschnitten. Ihm bricht das Herz (er „lehnt an der Mauer“ und weint [eine in Varianten aus Franken häufig gebrauchte, regionale Liedformel]. Sie bietet ihm zu trinken an, er stirbt daran [!]; sie gibt ihm einen Ring zum Abschied; er begeht Selbstmord, er tötet sie [!]); sie begräbt ihn [alle möglichen Liedschlüsse können vorkommen, auch wenn sie uns inhaltlich absolut unlogisch erscheinen].

## Überlieferung
Mit einer Vielzahl von Aufzeichnungen (dokumentiert sind über 2.000 Varianten; die Hälfte davon mit Melodien nach mehreren, ganz unterschiedlichen Melodietypen) zählt diese Volksballade zu den bei weitem belegreichsten deutschen Beispielen überhaupt. Sie ist in allen „Liedlandschaften“ häufig verbreitet gewesen und spiegelt damit das generelle Interesse an diesem Thema.
Eine kurze Textmarke „Ich stund auf einem berge ich sah inn tiefe tal“ in Schmeltzels „Quodlibet“ von 1544 muss sich nicht unbedingt auf „Graf und Nonne“ beziehen; es gibt mehrere andere Lieder mit diesem Textanfang. Aber das „Antwerpener Liederbuch“ ebenfalls von 1544 hat mit „Ic stunt op hoogen bergen...“ ein durchaus paralleles, älteres niederländisches Lied von einem armen Mädchen, das lieber ins Kloster geht als sich mit dem Reiter zu treffen (und es ist angeblich aus dem Deutschen übersetzt). Die deutsche Volksballade gewinnt jedoch erst eine fassbare Gestalt nach den Belegen im ausgehenden 18. Jahrhundert (Goethe 1771 aus dem Elsass, dazu Melodie bei Reichardt 1782; Brüder Grimm aus Hessen um 1809; Meinert aus Mähren 1817 und so weiter). Möglicherweise ist diese Volksballade sehr schnell populär geworden und hat sich als Modelied entsprechend kurzfristig und weit verbreitet, und zwar bis in die Gegenwart. Zum Beispiel Aufzeichnungen bei den Wolgadeutschen wurden 1999 veröffentlicht.
Mit dem Textanfang „Stand ich auf einem hohen Berg, sah wohl den tiefen, tiefen Rhein...“ steht das Lied in der Textausgabe der Romantiker „Des Knaben Wunderhorn“, Band 1, 1806, S. 257. Goethe findet diesen Text „etwas rätselhafter“, obwohl er selbst 1771 „Graf und Nonne“ im Elsass abgeschrieben hat; es ist „rätselhaft“, warum Goethe sich nicht daran erinnert und es an dieser Stelle nicht anmerkt. Grundsätzlich war Goethe von den Stilmerkmalen der Volksballade tief beeindruckt, und diese haben seine eigene Dichtung erheblich beeinflusst (vergleiche zur Kunstballade, besonders Der König in Thule).
Das Lied steht in frühen Gebrauchsliederbüchern wie etwa den „Schweizer Kühreihen“ von 1818 und in „Deutsche Lieder für Jung und Alt“ ebenfalls von 1818. Die neuere Überlieferung dieses (gedruckten) Tradierungsstranges geht etwa über das „Es welken alle Blätter...“ im „Zupfgeigenhansl“ von 1911/1930 bis in die jüngste Rezeption in der Folk-Bewegung der 1970er Jahre (Fiedel Michel 1976, Hein und Oss Kröher 1979).

## Thema und Darstellung
Eine „spannende Handlung“ im herkömmlichen Sinn wie die Hochliteratur hat diese Volksballade nicht, obwohl ihre balladesken Darstellungsmittel dramatischer Art sind (vergleiche epische Formel). Die Volksballade ist keine dichterische Individualleistung, die wie ein moderner Roman auf „Überraschung“ eines Lesers zielt, sondern gewachsene Kollektivüberlieferung. Deren Handlung war dem Hörer und Mitsänger geläufig und hatte vor allem in der lokalen, traditionsgebundenen Singgemeinschaft einen hohen Wiedererkennungswert (vergleichbar freuen sich Kinder über den „korrekt“ wiederholten Wortlaut eines Märchens). Nicht die Handlung zählt, sondern das Thema, hier der Standesunterschied. Darunter leiden [nicht: darin handeln] die Personen, Graf und Nonne, ob sie nun leben oder sterben. Die Unüberbrückbarkeit der Kluft zwischen den Ständen scheint „naturgegeben“, vielleicht sogar „gottgewollt“. Die sozialen Bedingungen des herrschenden Standesunterschiedes wurden mit einem solchen Liedtext als gesellschaftliche „Norm“ eingeübt und an die nächste Generation weitervermittelt. In diesem Sinne enthält diese Volksballade überliefertes, vorurteilsbeladenes Erfahrungswissen.
Statt den Versprechungen eines „Grafen“ zu glauben, geht eine junge Frau lieber ins Kloster. Als der Graf sie dort wieder herausholen will, ist sie dazu nicht bereit und zieht eventuell den eigenen Tod in Betracht (bzw. seinen Tod). Selbst bei offenem Ausgang der Volksballade, in manchen Variantengruppen sogar mit der gemeinsamen Flucht aus dem Kloster, ist dennoch der Tod das tragische Ende. Dramatisch ist der abrupte Szenenwechsel mit einem Dialog vor dem Kloster; die entsprechende epische Formel dazu ist ebenfalls ein gattungstypisches Elemente der Volksballade.
Der Ich-Anfang, für die Volksballade eher ungewöhnlich, soll wohl die Glaubwürdigkeit (das „Ich“ als Zeuge) verstärken und kreiert zudem eine persönliche Perspektive eigener Betroffenheit (der Sängerin/des Sängers). – Bei ganz ähnlichen Kernstrophen variiert (Variabilität) der Liedanfang relativ geringfügig (Ich stand auf hohen Bergen, schaute nieder ins tiefe Tal...; Ich stand auf hohem Felsen, schaut hinunter in das Tal...; Stand ich auf hohen Felsen und sah ins tiefe Tal...; [zweiter Teil im Kloster als gesondertes Lied:] Es fallen alle Blätter...; Es welken alle Blätter...). Möglicherweise hat diese scheinbar „uralte“ Volksballade keine ältere Vorgeschichte und damit seit etwa 1750 eine relativ kurze Tradierungsspanne in mündlicher Überlieferung.
Mit einer Vielzahl von Aufzeichnungen (dokumentiert sind über 2.000 Varianten; die Hälfte davon mit Melodien nach mehreren, ganz unterschiedlichen Melodietypen) zählt diese Volksballade zu den bei weitem belegreichsten deutschen Beispielen überhaupt. Sie ist in allen „Liedlandschaften“ häufig verbreitet gewesen und spiegelt damit das generelle Interesse an diesem Thema.

## Hinweise zur Interpretation
Die hier vertretene Lied-Moral scheint offensichtlich: Tugend ist wichtiger als Geld; man soll möglichst einen Gleichgestellten heiraten und in seinem Stand verbleiben. Standesgrenzen sind um 1750 (bis zum Ersten Weltkrieg) zumeist unübersteigbar. Man soll bis in das 20. Jahrhundert hinein als junges Mädchen nicht einmal davon träumen dürfen, vielleicht doch einen Grafen heiraten zu können. Das Kloster ist der rechte Ort für sittsame Bewahrung und für Entwöhnung von den Träumen über die „große, überraschende Liebe“. Der Sinn einer festgefügten Gesellschaftsordnung sollte nicht angezweifelt werden. An sich ist diese Haltung formkonservativ, was die Struktur der Gesellschaft betrifft; im Prinzip ist aber auch eine sozialkritische Anfrage an das Ständesystem interpretierbar.
Mit dieser klassischen Volksballade in J. W. von Goethes Abschrift aus dem Elsass 1771 eröffnet Johann Gottfried Herder seine Sammlung „Stimmen der Völker in Liedern“ [ursprünglich „Volkslieder“ genannt], Teil 1, Leipzig 1778.
Mit Szenenaufbau und Szenenwechsel nach der formelhaften Struktur-Folge „Situation“, „Konfrontation“, „Alarm“ bis „Reaktion“ ist der Text ein gutes Beispiel für „epische Formelhaftigkeit“ (epische Formel). Diesem Konzept stereotyper Textkomposition in mündlicher Überlieferung ordnet sich völlig die (vielleicht besser gar nicht zu stellende) Einzelfrage unter, welches Schicksal die beiden Hauptpersonen nun tatsächlich haben sollen. An der Tragik des Ausgangs besteht kein Zweifel; die Volksballade vermittelt als konzentriert gestaltetes Gesamtkunstwerk diesen Eindruck.
Eine derart umfangreiche Kommentierung wie in „DVldr“ (Band 8, gesamter Band) ist die Ausnahme. Andererseits können an dieser Volksballade praktisch alle Fragestellungen demonstriert werden, die um 1988 relevant erschienen, so dass hier sozusagen ein „Handbuch der Volksballadenforschung“ entstanden ist.